# Marale
Marale es un municipio del departamento de Francisco Morazán en la República de Honduras.

## Toponimia
El origen de su nombre está en mexicano, significa "Agua de los prisioneros de guerra".

## Límites
Está rodeado por cerros denominados: Cerro El Portillo, La Loma de la Cruz y la Loma del Lodo.
| Orientación | Límite                                       |
| ----------- | -------------------------------------------- |
| Norte       | Municipio de Yoro, Yoro                      |
| Sur         | Municipio de El Porvenir, Francisco Morazán  |
| Sur         | Municipio de San Ignacio, Francisco Morazán  |
| Este        | Municipio de Mangulile, Olancho              |
| Este        | Municipio de Yocón, Olancho                  |
| Este        | Municipio de Orica, Francisco Morazán        |
| Oeste       | Municipio de Sulaco, Yoro                    |
| Oeste       | Municipio de Yorito, Yoro                    |
| Oeste       | Municipio de San José del Potrero, Comayagua |

## Historia
En 1820, fue fundado.
En 1824, tomó posesión la primera municipalidad.
En 1889, en la División Política Territorial de 1889 era uno de los municipios del Distrito de Cedros.

## División Política
Aldeas: 11 (2013)
Caseríos: 121 (2013)
| Código | Aldea                           |
| ------ | ------------------------------- |
| 081101 | Marale (cabecera del municipio) |
| 081102 | El Carrizal                     |
| 081103 | El Panal                        |
| 081104 | Nuevo Paraíso                   |
| 081105 | La Esperanza o El Cacao         |
| 081106 | La Travesía                     |
| 081107 | Las Casitas                     |
| 081108 | Las Lagunas                     |
| 081109 | Los Naranjos o Murraga          |
| 081110 | Los Planes                      |
| 081111 | Río Abajo                       |
|        | Siale                           |
|        | La Vega                         |
|        | El Derrumbe                     |
|        | Quebrada Onda                   |
|        | El Manacal                      |